# Субір
Субо́ри — типи лісорослинних умов, що характеризуються відносно бідними ґрунтовими умовами, близькими до борів, але з підвищеним лісорослинним ефектом (олігомезотрофною рослинністю з переважанням оліготрофів). Ґрунти - піщані, що підстилаються на коренедоступній глибині супісками та суглинками. Не рідко це глибокі крупнозернисті піски, що покриваються зверху шаром легких супісків, рідше - однорідні глибокі легкі супіски чи глинисті піски. На гірських схилах субори формуються на грубоскелетних ґрунтах з малим вмістом дрібнозему, на кам'янистих розсипах. Усі види рослин, що властиві борам, є і в суборах, але ростуть тут краще, дають більшу продуктивність.
Корінні деревостани в суборах є двоярусні:
- в першому ярусі росте переважно сосна в чистому виді чи з домішкою берези, а в деяких районах - модрини;
- в другому ярусі - дуб, ялина, кедр, який має притуплений ріст, погану стійкість до хвороб і шкідників (за висотою другий ярус доходить до половини висоти першого).

В Карпатах ялина в цьому типі утворює чисті деревостани. Підлісок не завжди виражений - терен, скумпія, глід, горобина, крушина, ялівець. Живе надґрунтове вкриття - лишайники, верес, брусниця, чорниця, буяхи, журавлина, багно, андромеда, мохи, плевроцій Шребера, дикран хвилястий, зозулин льон, сфагнум, орляк, грушанка, пір'ястий мох.
Як і бори, субори за вологістю бувають: дуже сухий (В0); сухий (В1); свіжий (В2); вологий (В3); мокрий (В4); заболочений (В5).